# Eugène Tessié de La Motte
Eugène Tessié de La Motte est un homme politique français né le 23 décembre 1799 aux Rosiers-sur-Loire (Maine-et-Loire) et décédé le 18 décembre 1877 aux Rosiers-sur-Loire.

## Biographie
Entré dans les gardes du corps du roi en 1818, il démissionne à cause de ses opinions politiques libérales. Impliqué dans la conspiration de Jean-Baptiste Berton, il s'exile et ne rentre qu'en 1830. 
Maire des Rosiers-sur-Loire, conseiller général du canton de Doué-la-Fontaine, il est député de Maine-et-Loire de 1837 à 1849, siégeant au centre, soutenant les ministères sous la Monarchie de Juillet et au centre-droit sous la Deuxième République.
Il épouse Marie-Louise Merlet, nièce de Jean-François Merlet et tante de Jules Merlet.
C'est son frère Gustave qui fit construire l'hôtel Tessier de La Motte, à Angers.

## Sources
- « Eugène Tessié de La Motte », dans Adolphe Robert et Gaston Cougny, Dictionnaire des parlementaires français, Edgar Bourloton, 1889-1891 [détail de l’édition]